# Coenobius fulvus
Coenobius fulvus es un coleóptero de la familia Chrysomelidae.
Fue descrita científicamente en 1987 por Medvedev & Samoderzhenkov.